# 2011-es mijagi földrengés
A 2011-es mijagi földrengés 2011. április 7-én történt Szendai városától mintegy 66 kilométerre a Csendes-óceánban, 49 kilométeres mélységben. A földrengés ereje 7,1-es erősségű volt, de az első jelentések 7,4-es erősségűre tették, amit idővel pontosítottak.
A katasztrófában 4 ember vesztette életét (két férfi és két nő), valamint körülbelül 140-en sérültek meg. Az egyik áldozat halálát áramkimaradás okozta egy kórházban, de volt, aki a földrengés idején sokkot kapott, és ebbe halt bele.
A földrengés majdnem a március 11-i 9-es erősségű földrengés után történt, ami Japán történelmének legerősebb földrengése volt.
A nukleáris bizottság hivatalos közleménye szerint egyetlen atomreaktor sem sérült meg. Nem adódtak újabb problémák a két fukusimai atomerőműben sem, nem mértek a korábbiaknál nagyobb sugárzást egyik üzem létesítményeiben sem.